# Albert Chmielowski
Pour les articles homonymes, voir Saint Albert et Albert.
Adam Hilary Bernard Chmielowski, né le 20 août 1845 à Igołomia et mort à le 25 décembre 1916 à Cracovie, est un peintre, militant indépendantiste polonais, devenu moine sous le nom de Frère Albert. Il est le fondateur des Frères du Tiers-Ordre de Saint François, serviteurs des pauvres (actuellement les Albertins), et des Sœurs albertines servantes des pauvres. Connu pour son dévouement pour les démunis et les sans-abri, il est aujourd'hui vénéré comme saint de l'Église catholique, et fêté le 25 décembre de chaque année.

## Biographie

### Jeunesse et formation

Blason du clan de chevalerie Jastrzębiec.

Adam Chmielowski est issu de la noblesse polonaise, d’une famille de quatre enfants. À cause de la maladie de son père les Chmielowski sont obligés de vendre leur propriété et à s’installer à Varsovie, chez la grand-mère. Après la mort du père, c’est la mère qui s’occupe de l’éducation des enfants. Adam est envoyé à l’École des Cadets de Saint-Pétersbourg en Russie, il étudie aussi dans un collège de Varsovie. Par la suite, Adam commence ses études à l’Institut polytechnique à Puławy. Lorsqu'en 1863 éclate l’insurrection polonaise contre les Russes, Adam, alors âgé de seulement 17 ans, participe au soulèvement au cours duquel il est grièvement blessé par un boulet de canon à la jambe gauche. Prisonnier des Russes, il est amputé à vif. Sa famille le rachète de captivité et peu de temps après il est envoyé à Paris.
Il part pour la France afin d'échapper à la répression, puis à Gand pour y suivre des études d'ingénieur, qu'il ne finira jamais, comme le mentionne une lettre de M. Vandenbergh, secrétaire du recteur de l'Université de Gand : « j'ai l'honneur de vous communiquer que M. Adam Chmielowski a été inscrit à l'Université de Gand pour l'année académique 1866-1867 comme élève ingénieur industriel, mais qu'il n'a pas subi d'examen ». En effet, il ne se sentait pas du tout la vocation de polytechnicien, mais celle de peintre. Grâce à l’aide d’une famille amie, il reçoit une bourse qui lui permet de s'inscrire à l'académie des Beaux-Arts de Munich, où il mène une vie de bohème tout en exposant quelques-unes de ses toiles. Le manque d’argent le force à interrompre ses études et à revenir à Varsovie, où il renoue les liens avec les meilleurs peintres de cette époque.
Après un court séjour en Italie, il part pour Lviv, où il peint le tableau Ecce Homo (Voici l’homme), présentant Jésus flagellé et ceint de la couronne d’épines. La foi de Chmielowski augmente parallèlement au développement de sa passion pour la peinture.

### Une vie dans les ordres
À 35 ans, le 24 septembre 1880, il entre au noviciat des jésuites de Stara Wieś. Mais là-bas il est victime d’une crise nerveuse et ses proches l’envoient se faire soigner. Diagnostic : anxiété et dépression. Après une période de doute, il quitte les jésuites et rejoint le Tiers-Ordre franciscain. 
À l’automne 1884 , il installe un atelier de peinture dans son appartement de Cracovie au n°4 de la rue Basztowa et commence de nouveau à fréquenter les salons. Son atelier de la rue Basztowa devient aussi un hospice pour de nombreux vagabonds et sans-abris. La radicalité de Chmielowski n’est pas du goût des Franciscains cracoviens : ils lui reprochaient d’interpréter trop littéralement le charisme de Saint-François.

### Hospices pour les sans-abris

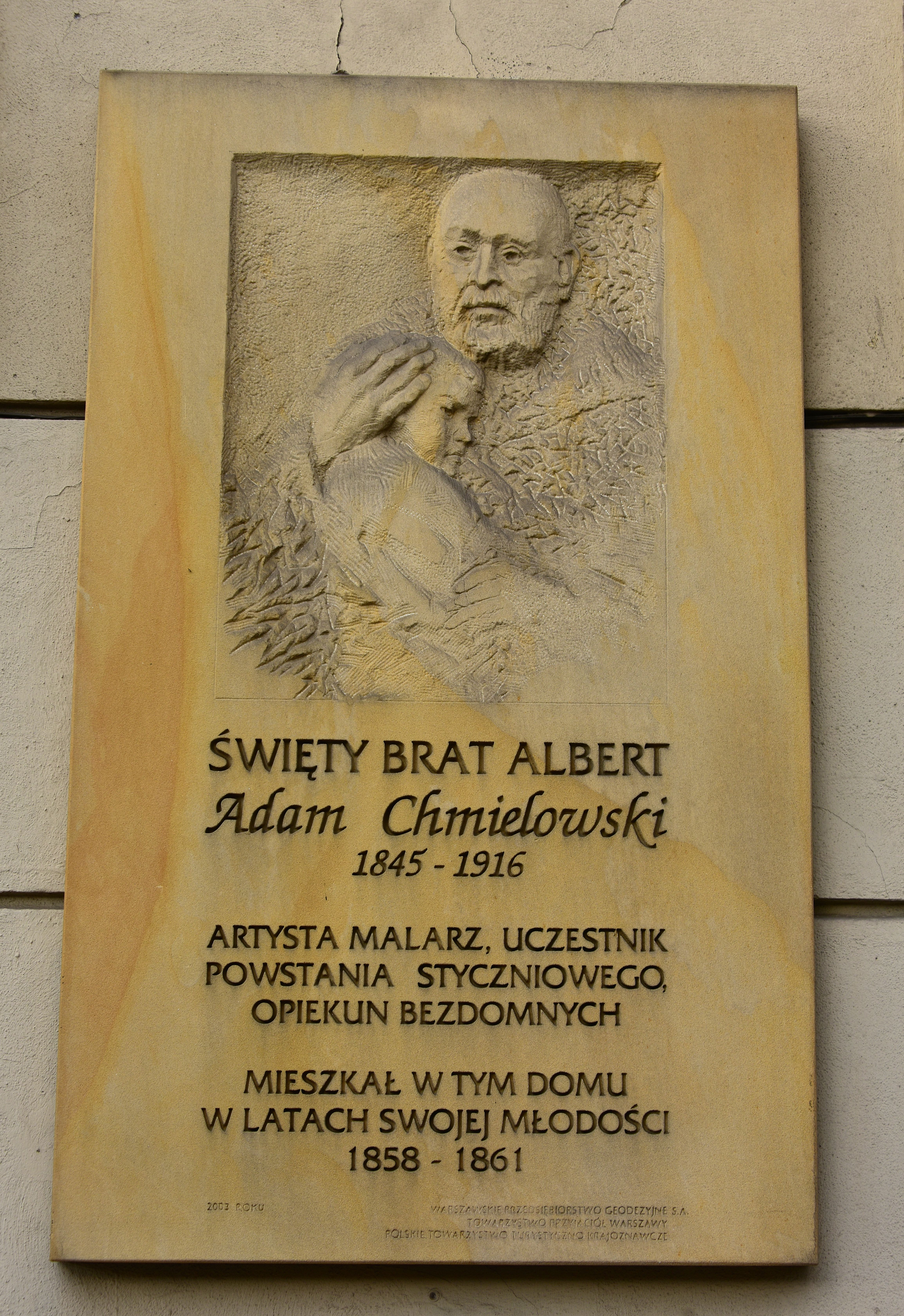
Plaque au 6 rue Książęca à Varsovie.

Le 25 août 1887, âgé de 42 ans, il prend l’habit gris des Pères Capucins et prit pour nom religieux Albert. Cette date est considérée comme le début de l’existence de la congrégation des Frères du Tiers-Ordre de Saint François, serviteurs des pauvres. Un an plus tard il prononce les vœux monastiques et demande le droit aux autorités municipales de Cracovie de prendre possession de la chaufferie dans le quartier de Kazimierz. Il la transforme en hospice et met en place des conditions et des règlements simples pour y résider. Il ne force personne à quoi que ce soit, il ne convertit personne et demeure humble envers la vie, lui-même et les autres. Il prie beaucoup et se soucie du développement spirituel.
Parallèlement à l’augmentation du nombre de frères le nombre de foyers organisés dans les autres villes augmente aussi. Rue de Skawina à Cracovie, on ouvre une chaufferie pour les femmes, dont s'occupent quatre jeunes femmes. C’est ainsi qu'est créée la congrégation des Sœurs albertines. À la fin de sa vie, il existe 21 institutions semblables.
Sur la suggestion d’un Carme, le père Rafael Kalinowski, frère Albert obtient un ermitage à Zakopane où les frères et les sœurs de la Congrégation peuvent toujours refaire leurs forces spirituelles et physiques (aujourd’hui dans le parc national des Tatras).
Ayant vécu comme les pauvres, le frère Albert meurt dans son ermitage le jour de Noël 1916. Il est enterré au cimetière Rakowicki.
Actuellement, il existe 69 fondations d'Albertins, 53 en Pologne et 16 au dehors : Angleterre, Argentine, Bolivie, Russie, Slovaquie, Ukraine, Italie et États-Unis.

### Béatification et canonisation
- Albert Chmielowski a été béatifié le 22 juin 1983 à Cracovie par le pape Jean-Paul II,
- Il a été canonisé le 12 novembre 1989 à Rome par le même pape.
- Sa fête est le 25 décembre.

## Citations
- À propos de peinture : « Le travail absorbe à tel point le peintre, il désire tellement faire passer sur sa toile l'idéal entrevu que tout le reste ne compte pas »
- « Pour sauver les misérables, il ne faut pas les accabler de remontrances, ni leur faire la morale tout en étant rassasié et bien vêtu : il faut se baisser et descendre plus bas encore, devenir encore plus misérable ».
- «Il y a des choses que la société n'a pas le droit de refuser à ses membres, déclare-t-il : le droit au travail qui leur assure un gîte et le pain quotidien. Si elle manque à ce devoir de justice, elle doit y suppléer par la charité »[1].

## Œuvres picturales d'Adam Chmielowski

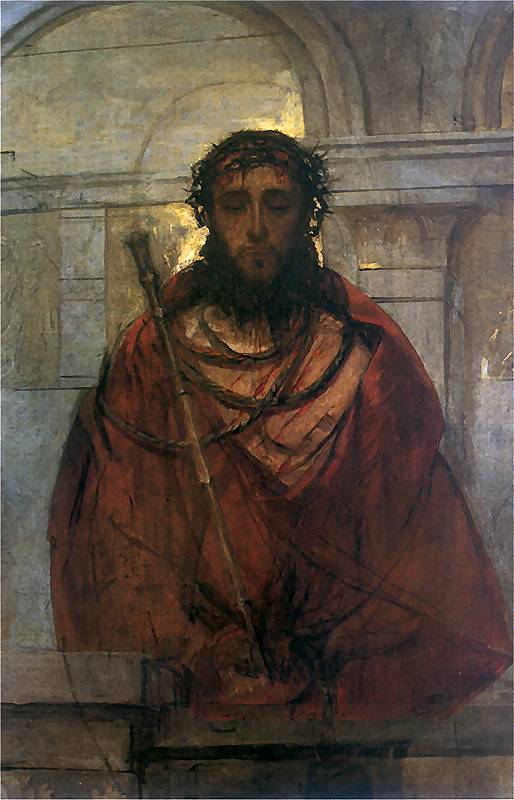
Ecce Homo.
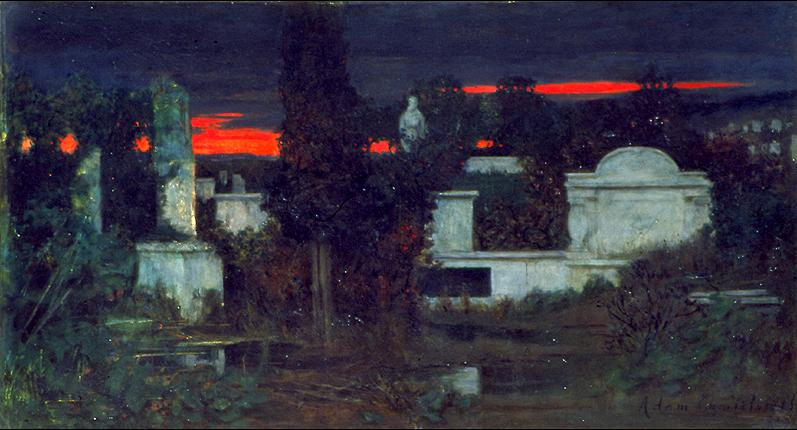
Cmentarz włoski.
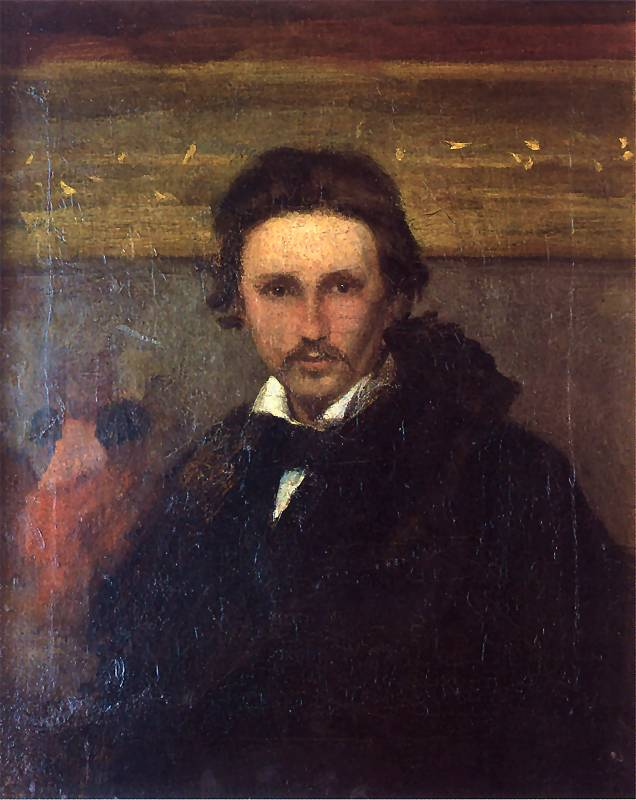
Sygietynski.
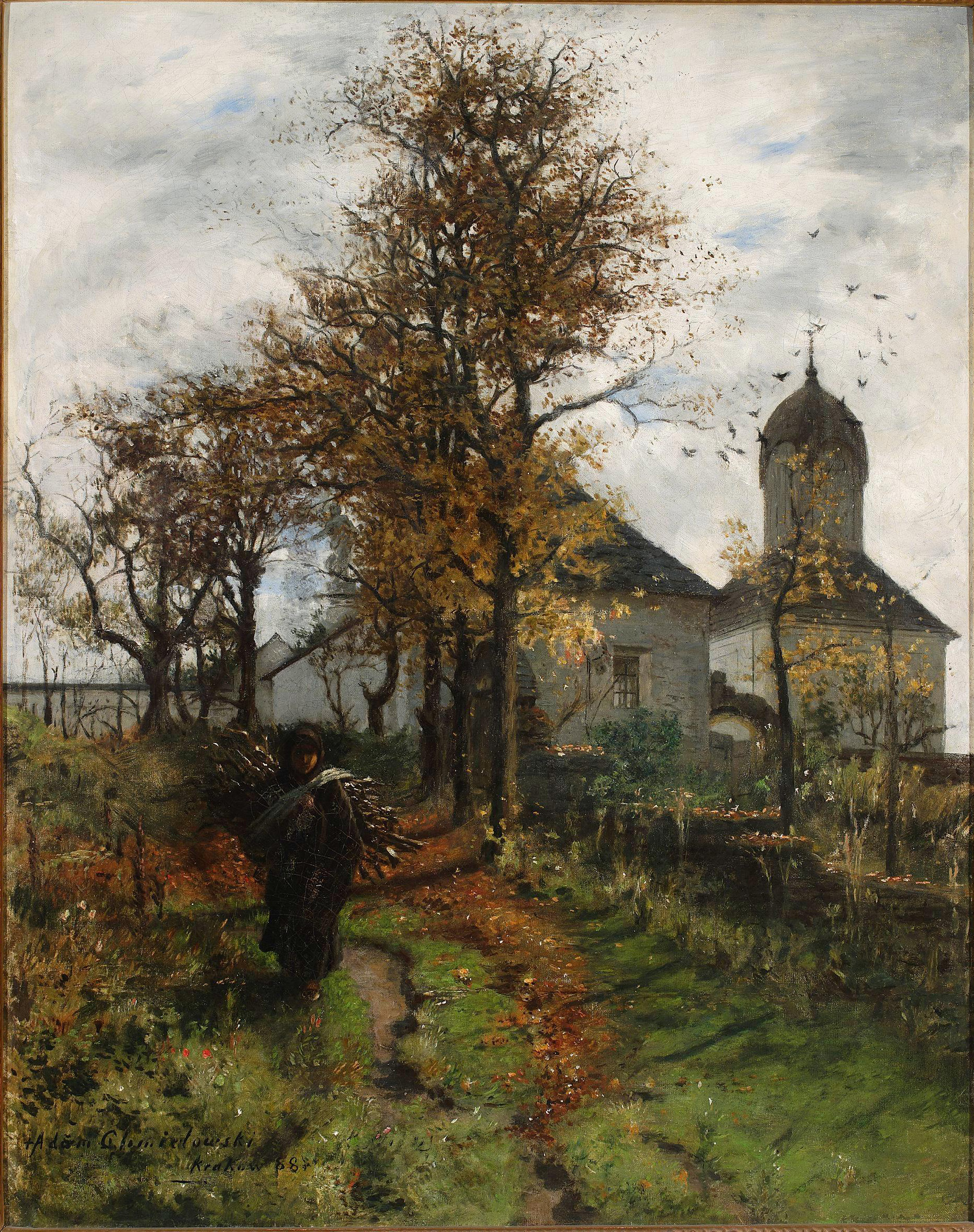
Opuszczona plebania.
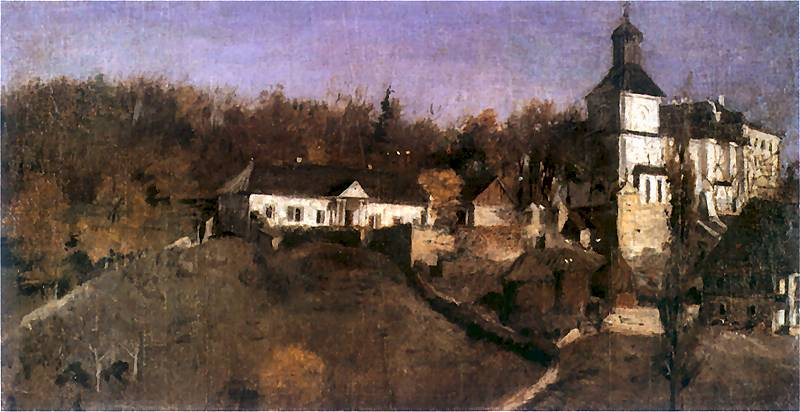
Czarnokozince.
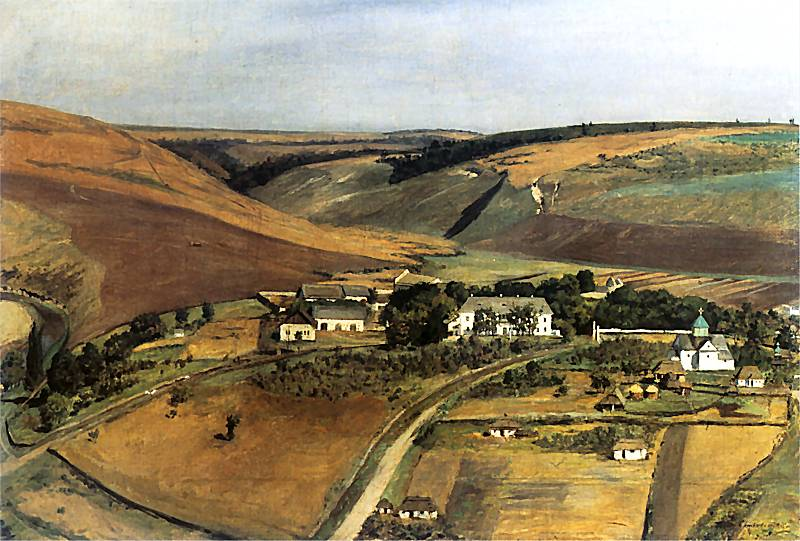
Zawale.

## Hommages
Alors qu'il était étudiant, Karol Wojtyla a écrit une pièce de théâtre sur le Frère Albert, intitulée Frère de notre Dieu. 
Cette pièce a été adaptée par Krzysztof Zanussi pour son film Our God's Brother : Adam Chmielowski (1997) avec Scott Wilson.

## Sources
- Osservatore Romano, 1983 (n° 27), 1989 (n° 48)
- Documentation catholique, 1983 (p. 807-810), 1990 (p. 47)